# Friedrich Dollmann

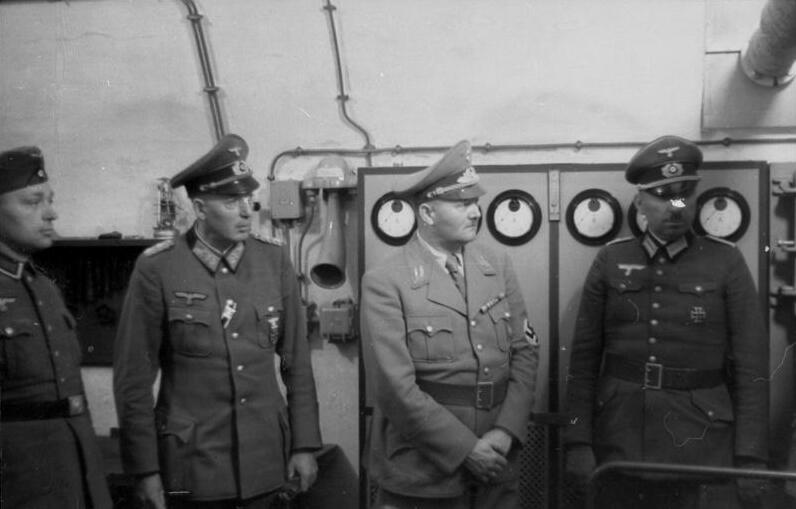
Friedrich Dollmann
1940

Friedrich Dollmann (Würzburg, 2 de fevereiro de 1882 — França, 28 de junho de 1944) foi um general do exército alemão.

## História
Friedrich Dollmann entrou para o Exército da Alemanha como Fähnrich no dia 15 de Julho de 1899 na 7.Bayrische Feldartillerieregiment "Prinzregent Luitpold". Entrou para a Escola de Guerra de Munique (em alemão: Münchener Kriegsschule) e se tornou o comandante desta no dia 1 de Outubro de 1909 sendo promovido para Oberleutnant, permanecendo no comando desta por três anos. 

## Primeira Guerra Mundial
Com o início da Primeira Guerra Mundial foi promovido para Hauptmann e se tornou Adjutant do Münchener 1. Feldartilleriebrigade (1ª Brigada de Artilharia de Terra de Munique). Mais tarde se tornou Adjutant do Artillerieführers VII (München). No dia 1 de Junho de.1921 foi promovido para Major no Stab da 7ª Divisão da Baviera (em alemão: 7. (Bayrischen) Division). Como um Oberstleutnant ele comandou um Abteilung da 7.(Bayrischen) Artlillerieregimentes. No dia 1 de Outubro de 1929 se tornou o Chef des Stabes da 7ª Divisão do Reichswehr no dia 1 de Fevereiro de 1930 sendo ao mesmo tempo promovido para Oberst.
No dia 1 de Fevereiro de 1931 Dollmann assumiu o comando do 6.(preußische) Artillerieregiment em Minden Bereits. Se tornou um Inspetor de Artilharia (em alemão:Inspekteur der Artillerie) no dia 1 de Fevereiro de 1933. Foi promovido para Generalleutnant no dia 1 de Outubro de 1933. No dia 1 de Outubro de 1934 se tornou o comandante do Heeresdienststelle Kassel. No dia 1 de Outubro de 1936 foi promovido para General der Artillerie tendo se tornado o comandante do IX. Armeekorps.

## Segunda Guerra Mundial
Com o início da Segunda Guerra Mundial em 1 de Setembro de 1939 se tornou o comandante do 7º Exército (Alemanha) que atuou na Frente Ocidental onde auxiliou a montagem da segurança na região de divisa com a França. Foi muito bem sucedido nos combates na França com o seu pessoal. Pelas suas atitudes em combate e decisões tomadas foi condecorado no dia 28 de Junho de 1940 com o Cruz de Cavaleiro da Cruz de Ferro, no dia 19 de Julho de 1940 ele recebeu um Reichstagssitzung em Berlin e foi promovido para Generaloberst.
O Generaloberst Dollmann permaneceu com o 7º Exército na região da França por quase toda a guerra. Com a Invasão Aliada no dia 6 de Junho de 1944 na Normandia se seguiram três semanas de combates pesados. Dollmann continuou a resistir contra os ataques aliados até a sua morte no dia 28 de Junho de 1944. As fontes divergem quando ao fato de sua mortes, tendo algumas destas afirmado que a causa da morte tenha sido um ataque cardiaco, enquanto que outras afirmam que ele cometeu suicídio tendo ingerido veneno. Foi sucedido pelo SS-Obergruppenführer Paul Hausser.
Foi postumamente condecorado com a Cruz de Cavaleiro da Cruz de Ferro.

## Condecorações
- Cruz de Ferro (1914) 2ª e 1ª Classe
- Bavarian Prinz-Regent-Luitpold Jubiläums-Medaille
- Cruz de mérito militar (Baviera) IV. Classe com Espadas
- Cruz de mérito militar (Baviera) II. Classe
- Cruz de Honra
- Wehrmacht-Dienstauszeichnung IV. to I. Class
- 1939 Clasp of the Iron Cross II. e I. Class
- Cruz de Cavaleiro da Cruz de Ferro 24 de Junho de 1940
- Folhas de Carvalho 1 de Julho de 1944